# Auguste-Jean-Baptiste Cadolle
Auguste-Jean-Baptiste Cadolle ou Auguste Cadolle, né le 22 avril 1782 à Paris où il est mort le 4 juillet 1849, est un peintre et lithographe français.

## Biographie
Auguste-Jean-Baptiste-Antoine Cadolle est le fils d'Antoine-Jean Cadolle, avocat, et de Marie Geneviève Louise Bellanger.
Il fait une carrière militaire, en ressort avec un grade d'officier de cavalerie de l'armée napoléonienne, puis se met à la peinture. Installé en Russie de 1819 à 1825, il réalise de nombreuses vues de la ville de Moscou.
Élève de Jean-Victor Bertin, il expose au Salon de 1824 à 1844.
En 1847, il épouse Catherine Philipowna Kamolikof. Leur fils Alexandre-Joseph Cadolle (1826-1893) sera commis principal au ministère de la Guerre, et également artiste peintre.
Il meurt à son domicile de la rue du Dragon à l'âge de 67 ans, victime du choléra.

## Œuvres exposées aux Salons parisiens
- Vues de Moscou, no 264 au Salon de 1824

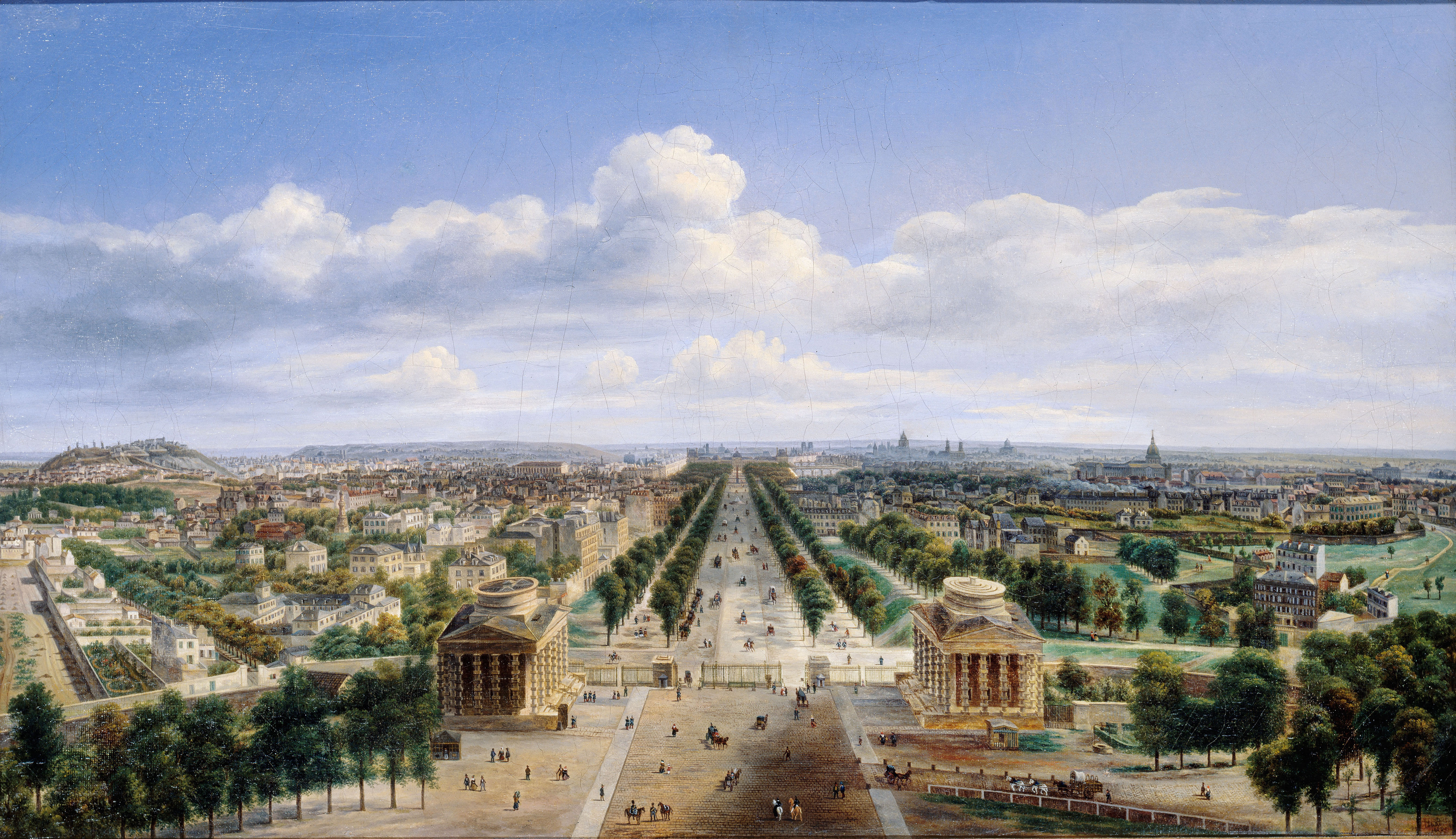
Vue de Paris, prise de l'arc de triomphe de l'Étoile, Salon de 1844.

- Vue de l'église Saint-Bazile, à Moscou, no 322 au Salon de 1833 (aquarelle)
- Vue générale du monastère de Saint-Serge, Troitza, près Moscou, no 323 au Salon de 1833 (aquarelle)
- Vue intérieure du monastère de l'Ascension, au Kremlin, à Moscou, no 324 au Salon de 1833 (aquarelle)
- Église de Vassili-Blagennoï, et une vue de Moscou, prise du palais impérial, no 2252 au Salon de 1834 (lithographie)
- Église de l'Assomption, à Moscou, no 2253 au Salon de 1834 (lithographie)
- Panorama de Moscou, no 2465 au Salon de 1835 (lithographie)
- Jardin du Kremlin, et vue intérieure du monastère de l'Ascension, no 2466 au Salon de 1835 (lithographie)
- Deux vues panoramiques de Paris, prises: l'une de la tour Saint-Jacques-la-Boucherie, l'autre de la tour Saint-Gervais, no 2100 au Salon de 1837 (lithographie)
- Vue de Paris, prise de l'arc-de-triomphe de l'Étoile, no 252 au Salon de 1844